# Pokljuka
Pokljuka is een hoogvlakte met een hoogte tussen de 1100 en de 1400 meter, gelegen ten westen van Bled en ten noorden van Bohinj in het noordwesten van Slovenië. Het is een deel van het Triglav Nationaal Park. Een van de bergen is de Debela Peč met 2015 meter hoogte. Het is ook een wandelgebied.

## Sport
Het plateau is bekend om zijn wintersport faciliteiten, er vinden jaarlijks de Wereldbeker biatlon plaats in het Biathloncenter Pokljuka, 15 km ten westen van Bled. In 1998, 2001 en 2021 werd er het Wereldkampioenschappen biatlon georganiseerd.